# 2016-os WTA 125K versenysorozat
A 2016-os WTA 125K versenysorozat a WTA által szervezett nemzetközi tenisztorna az élvonalat követő profi női teniszezők számára. A 2016-os évad nyolc tornát foglalt magába, amelyek mindegyikének díjalapja 125 000 amerikai dollár.

## Szerezhető ranglistapontok
Rövidítések: Gy=győzelem; D=döntős; ED=elődöntős; ND=negyeddöntős; R16=16 között; R32=32 között; Q=kvalfikációt szerzett; Q2=kvalifikáció 2. fordulója; Q1=kvalifikáció 1. fordulója.
| Esemény     | Gy  | D  | ED | ND | R16 | R32 | Q   | Q2  | Q1  |
| ----------- | --- | -- | -- | -- | --- | --- | --- | --- | --- |
| Egyéni      | 160 | 95 | 57 | 29 | 15  | 1   | 6   | 4   | 1   |
| Páros (16D) | 160 | 95 | 57 | 29 | 1   | N/A | N/A | N/A | N/A |

## Versenynaptár
| Kezdet        | Torna                                                                                       | Bajnok                                                     | Döntős                                           | Elődöntősök                                      | Negyeddöntősök                                                      |
| ------------- | ------------------------------------------------------------------------------------------- | ---------------------------------------------------------- | ------------------------------------------------ | ------------------------------------------------ | ------------------------------------------------------------------- |
| Március 14.   | San Antonio Open San Antonio, Amerikai Egyesült Államok 125 000 $ – Kemény – 32S/8D         | Doi Miszaki 6–4, 6–2                                       | Anna-Lena Friedsam                               | Alison Riske Cvetana Pironkova                   | Daria Gavrilova Ana Konjuh Donna Vekić Samantha Crawford            |
| Március 14.   | San Antonio Open San Antonio, Amerikai Egyesült Államok 125 000 $ – Kemény – 32S/8D         | Anna-Lena Grönefeld Nicole Melichar 6–1, 6–3               | Klaudia Jans-Ignacik Anastasia Rodionova         | Alison Riske Cvetana Pironkova                   | Daria Gavrilova Ana Konjuh Donna Vekić Samantha Crawford            |
| Május 9.      | Empire State Open West Hempstead, Amerikai Egyesült Államok 125 000 $ – Salak – 32S/16Q/16D | A torna törölve                                            | A torna törölve                                  | A torna törölve                                  | A torna törölve                                                     |
| Május 30.     | Bol Open Bol 125 000 $ – Salak – 32S/6Q/12D                                                 | Mandy Minella 6–2, 6–3                                     | Polona Hercog                                    | Hibino Nao Ana Konjuh                            | Kristína Kučová Stefanie Vögele Tereza Mrdeža Marina Eraković       |
| Május 30.     | Bol Open Bol 125 000 $ – Salak – 32S/6Q/12D                                                 | Xenia Knoll Petra Martić 6–3, 6–2                          | Raluca Olaru İpek Soylu                          | Hibino Nao Ana Konjuh                            | Kristína Kučová Stefanie Vögele Tereza Mrdeža Marina Eraković       |
| Szeptember 5. | Dalian Women's Tennis Open Talien, Kína 125 000 $ - Kemény - 32S/16Q/16D                    | Kristýna Plíšková 7–5, 4–6, 2–5 feladta                    | Misa Eguchi                                      | Grace Min Han Hszin-jün                          | Vang Csiang Julia Glushko Vang Ja-fan Aleksandra Krunić             |
| Szeptember 5. | Dalian Women's Tennis Open Talien, Kína 125 000 $ - Kemény - 32S/16Q/16D                    | Lee Ya-hsuan Kotomi Takahata 6–2, 6–1                      | Nicha Lertpitaksinchai Jessy Rompies             | Grace Min Han Hszin-jün                          | Vang Csiang Julia Glushko Vang Ja-fan Aleksandra Krunić             |
| November 7.   | Hua Hin Championships Huahin, Thaiföld 125 000 $ – Kemény – 32S/16Q/16D                     | Törölve Bhumibol Adulyadej uralkodó halála miatt           | Törölve Bhumibol Adulyadej uralkodó halála miatt | Törölve Bhumibol Adulyadej uralkodó halála miatt | Törölve Bhumibol Adulyadej uralkodó halála miatt                    |
| November 14.  | OEC Taipei WTA Challenger Tajpej, Tajvan 125 000 $ – Szőnyeg (fedett) – 32S/16Q/16D         | Jevgenyija Rogyina 6–4, 6–3                                | Csang Kaj-csen                                   | Marina Eraković Volha Havarcova                  | Luksika Kumkhum Tatjana Maria Ashleigh Barty Vitalija Gyjacsenko    |
| November 14.  | OEC Taipei WTA Challenger Tajpej, Tajvan 125 000 $ – Szőnyeg (fedett) – 32S/16Q/16D         | Natyela Dzalamidze Veronyika Kugyermetova 4–6, 6–3, [10–5] | Csang Kaj-csen Csuang Csia-zsung                 | Marina Eraković Volha Havarcova                  | Luksika Kumkhum Tatjana Maria Ashleigh Barty Vitalija Gyjacsenko    |
| November 14.  | Open de Limoges Limoges, Franciaország 125 000 $ – Kemény (fedett) – 32S/16Q/8D             | Jekatyerina Alekszandrova 6–4, 6–0                         | Caroline Garcia                                  | Natalja Vihljanceva Alizé Cornet                 | Donna Vekić Tamara Korpatsch Maryna Zanevska Stefanie Vögele        |
| November 14.  | Open de Limoges Limoges, Franciaország 125 000 $ – Kemény (fedett) – 32S/16Q/8D             | Mandy Minella Elise Mertens 6–4, 6–4                       | Anna Smith Renata Voráčová                       | Natalja Vihljanceva Alizé Cornet                 | Donna Vekić Tamara Korpatsch Maryna Zanevska Stefanie Vögele        |
| November 21.  | Hawaii Tennis Open Honolulu, Amerikai Egyesült Államok 125 000 $ – Kemény – 32S/16Q/8D      | Catherine Bellis 6–4, 6–2                                  | Csang Suaj                                       | Jevgenyija Rogyina Jacqueline Cako               | Samantha Crawford Sachia Vickery Sara Sorribes Tormo Sabine Lisicki |
| November 21.  | Hawaii Tennis Open Honolulu, Amerikai Egyesült Államok 125 000 $ – Kemény – 32S/16Q/8D      | Hozumi Eri Kato Miyu 6–7(3), 6–3, [10–8]                   | Nicole Gibbs Asia Muhammad                       | Jevgenyija Rogyina Jacqueline Cako               | Samantha Crawford Sachia Vickery Sara Sorribes Tormo Sabine Lisicki |

## Statisztikák
A táblázatok tartalmazzák az egyéni és páros tornagyőzelmek számát versenyzőként és országonként.

### Győzelmek versenyzőnként
| Össz | Versenyző                       | Egyéni | Páros | Egyéni | Páros |
| ---- | ------------------------------- | ------ | ----- | ------ | ----- |
| 2    | Mandy Minella (LUX)             | ●      | ●     | 1      | 1     |
| 1    | Jekatyerina Alekszandrova (RUS) | ●      |       | 1      | 0     |
| 1    | Catherine Bellis (USA)          | ●      |       | 1      | 0     |
| 1    | Doi Miszaki (JPN)               | ●      |       | 1      | 0     |
| 1    | Kristýna Plíšková (CZE)         | ●      |       | 1      | 0     |
| 1    | Jevgenyija Rogyina (RUS)        | ●      |       | 1      | 0     |
| 1    | Natyela Dzalamidze (RUS)        |        | ●     | 0      | 1     |
| 1    | Anna-Lena Grönefeld (GER)       |        | ●     | 0      | 1     |
| 1    | Hozumi Eri (JPN)                |        | ●     | 0      | 1     |
| 1    | Kato Miyu (JPN)                 |        | ●     | 0      | 1     |
| 1    | Xenia Knoll (SUI)               |        | ●     | 0      | 1     |
| 1    | Veronyika Kugyermetova (RUS)    |        | ●     | 0      | 1     |
| 1    | Lee Ya-hsuan (TPE)              |        | ●     | 0      | 1     |
| 1    | Petra Martić (CRO)              |        | ●     | 0      | 1     |
| 1    | Nicole Melichar (USA)           |        | ●     | 0      | 1     |
| 1    | Elise Mertens (BEL)             |        | ●     | 0      | 1     |
| 1    | Kotomi Takahata (JPN)           |        | ●     | 0      | 1     |

### Győzelmek országonként
| Össz | Ország                    | Egyéni | Páros |
| ---- | ------------------------- | ------ | ----- |
| 3    | Oroszország               | 2      | 1     |
| 3    | Japán                     | 1      | 2     |
| 2    | Luxemburg                 | 1      | 1     |
| 2    | Amerikai Egyesült Államok | 1      | 1     |
| 1    | Csehország                | 1      | 0     |
| 1    | Belgium                   | 0      | 1     |
| 1    | Tajvan                    | 0      | 1     |
| 1    | Horvátország              | 0      | 1     |
| 1    | Németország               | 0      | 1     |
| 1    | Svájc                     | 0      | 1     |